# Woman Against Woman
Woman Against Woman è un cortometraggio muto del 1914 diretto da Paul Powell. Il film, prodotto dalla Biograph Company e distribuito dalla General Film Company, uscì nelle sale il 27 giugno 1914.

## Produzione
Il film fu co-prodotto dalla Klaw & Erlanger e dalla Biograph Company.

## Distribuzione
Distribuito dalla General Film Company, il film - un cortometraggio in tre bobine - uscì nelle sale cinematografiche statunitensi il 27 giugno 1914. Copia della pellicola esiste ancora in un positivo 16 mm.